# Большая Кетепана
Большая Кетепа́на (Кетепа́на или Кытэпа́на) — щитовой вулкан на полуострове Камчатка. Находится в северной части хребта Кытэпана, в верховьях рек Хайрюзова, Напана, Тигиль.
Абсолютная высота — 1502 м, относительная — 1000 м.
Вулканическая постройка представляет собой дифференцированный лавовый щит диаметром 25 километров, по форме приближающийся к окружности. Он сложен андезитами и базальтами средне- и верхнеплейстоценового возраста, а в основании его лежат более древние нижнеплейстоценовые базальты.. В постройке вулкана можно предполагать наличие древней кальдеры, в настоящее время практически разрушенной процессами эрозии и денудации.